# Guerra di al-Wadiah
La guerra di al-Wadiah fu un breve conflitto che vide contrapposti, tra il 27 novembre e il 6 dicembre 1969, l'Arabia Saudita da un lato e la Repubblica Popolare dello Yemen Meridionale (o Yemen del Sud) dall'altro.
Il conflitto riguardò il possesso della cittadina di al-Wadiah, situata lungo il conteso e disputato confine tra Yemen e Arabia Saudita e rivendicata da entrambe le nazioni. Dopo che, nel novembre 1969, i sauditi avevano insediato una guarnigione militare ad al-Wadiah, unità sudyemenite sferrarono un'offensiva e occuparono la città; i sauditi iniziarono ad ammassare ampie forze nella regione, lanciando quindi una controffensiva che cacciò i sudyemeniti dalla città entro il 5 dicembre.

## Antefatti
Collocata nella parte meridionale della penisola arabica, la piccola cittadina di al-Wadiah sorge nelle vicinanze del confine tra l'Arabia Saudita e lo Yemen. Il confine stesso fu per lungo tempo oggetto di contenzioso tra le due nazioni, e non venne mai tracciato con precisione: l'abitato di al-Wadiah fu inizialmente parte del Sultanato di al-Qu'ayti, un piccolo regno locale della regione dell'Hadramawt confluito poi nel Protettorato britannico di Aden nella seconda metà del XIX secolo; dopo la dissoluzione del dominio coloniale britannico nello Yemen, conseguente gli eventi dell'"emergenza di Aden" del 1963-1967, la cittadina passò quindi nominalmente sotto il controllo della nuova Repubblica Popolare dello Yemen Meridionale. Al-Wadiah era però rivendicata anche dall'Arabia Saudita, sorta negli anni 1930 dopo una serie di conflitti e annessioni di regni locali: la zona attorno alla cittadina era stata oggetto di una disputa di confine tra le autorità saudite e britanniche tra il 1954 e il 1955, rimasta senza soluzione.
Dopo il ritiro dei britannici dallo Yemen, la neonata Repubblica dello Yemen del Sud subentrò nella disputa con i sauditi per il possesso di al-Wadiah, che entrambi gli Stati rivendicavano come parte del proprio territorio; notizie circa la presenza attorno alla città di riserve di acqua potabile e petrolio aggravavano la disputa in corso per il possesso di al-Wadiah. Simultaneamente ai contenziosi territoriali, i rapporti diplomatici tra Arabia Saudita e Yemen del Sud raggiunsero un livello di tensione elevatissimo a causa dei contrasti politici tra le due nazioni: il re Faysal dell'Arabia Saudita guardava con enorme avversione al governo di estrema sinistra insediatosi ad Aden dopo la partenza dei britannici, ricevendo la reciproca ostilità da parte delle autorità della Repubblica Democratica Popolare che appoggiavano politicamente il rovesciamento delle monarchie conservatrici della penisola arabica. Il governo saudita prese ben presto a finanziare e armare i gruppi di dissidenti politici sudyemeniti, e a incoraggiarli perché conducessero incursioni nello Yemen del Sud attraverso la frontiera saudita; nel novembre 1969 il governo di Aden accusò apertamente le autorità di Riad di pianificare il lancio di alcuni attacchi armati ai suoi danni.

## La guerra
Nel novembre 1969 i sauditi realizzarono la costruzione di una strada attraverso le regioni desertiche meridionali fino all'abitato di al-Wadiah, dove fu stanziata una guarnigione militare; la città fu quindi di fatto incorporata nel regno saudita. Il governo sudyemenita accusò immediatamente i sauditi di aver occupato al-Wadiah al fine di impossessarsi delle risorse petrolifere che si riteneva fossero ospitate nel sottosuolo della regione, al che i sauditi accusarono i sudyemeniti di aver illegalmente occupato al-Wadiah negli anni precedenti. Il 27 novembre unità militari regolari sudyemenite iniziarono ad avanzare su al-Wadiah: le truppe saudite stanziate nella regione consistevano solo in alcuni miliziani tribali supportati da un po' di artiglieria e aerei da combattimento, e di conseguenza i sudyemeniti si impossessarono della cittadina senza colpo ferire. Una sezione di truppe sudyemenite prese anche ad avanzare in direzione della città di Sharurah nell'interno dell'Arabia Saudita, ma venne poi fermata.
Informato dell'avanzata delle forze sudyemenite su al-Wadiah, il re Faysal ordinò a Sultan bin 'Abd al-'Aziz Al Sa'ud, ministro saudita per la difesa e l'aviazione, di espellere le forze nemiche dalla regione; Sultan ordinò quindi a tutte le forze saudite dislocate nelle regioni meridionali del regno di convergere nella zona di al-Wadiah, con l'intenzione di rioccupare la cittadina nell'arco di due giorni. Le fasi iniziali del conflitto furono limitate a una serie di combattimenti aerei tra le opposte aviazioni, imperversati tra la fine di novembre e l'inizio di dicembre; la Regia aeronautica saudita condusse una serie di bombardamenti tramite i suoi caccia English Electric Lightning, pilotati da un contingente di esperti piloti da combattimento pakistani: i bombardamenti, proseguiti per due giorni, presero di mira inizialmente le postazioni delle truppe sudyemenite per poi concentrarsi specificamente sui centri di comando e gli apprestamenti logistici del nemico. Nel frattempo, i governi di Iraq e Giordania si fecero promotori di un tentativo di mediazione tra le parti in conflitto, senza successo.

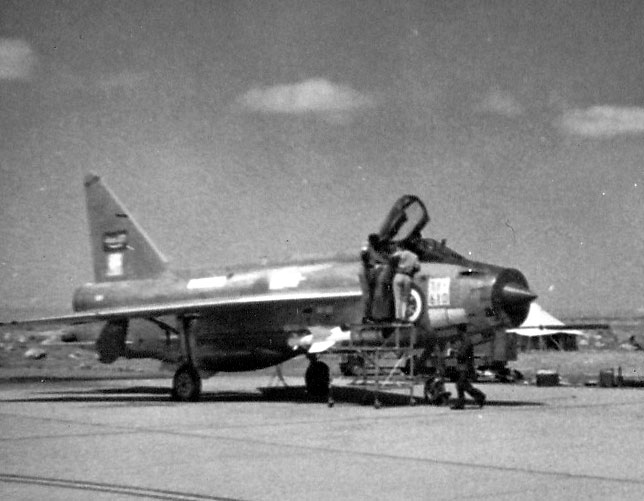
Un caccia English Electric Lightning in una base saudita nel 1970

Le forze saudite lanciarono quindi un attacco via terra sulle posizioni sudyemenite, attuando una manovra a tenaglia: un battaglione della Guardia nazionale dell'Arabia Saudita, appoggiato da altre forze, avanzò sulle posizioni nemiche da ovest, mentre un secondo gruppo, composto da un misto di guardie di frontiera saudite ed espatriati yemeniti, attaccava da est. Nel corso dell'attacco le forze sudyemenite finirono divise in due sacche di resistenza; un contrattacco lanciato per ricongiungere le due sacche venne respinto dai sauditi. Il giorno seguente i combattimenti ripresero all'alba e proseguirono per tutta la giornata: il comandante locale delle forze sudyemenite rimase ucciso in combattimento, portando i suoi uomini a darsi alla fuga. I sauditi mantennero la pressione sul nemico in ritirata, ma ricevettero l'ordine di fermarsi una volta raggiunta la linea di confine rivendicata da Riad. I sauditi affermarono quindi di aver preso il pieno controllo di al-Wadiah il 5 dicembre, portando dei giornalisti stranieri a visitare la città; le truppe saudite rivendicarono di aver ucciso 35 soldati sudyemeniti nella breve battaglia, e si vantarono del fatto che avrebbero potuto marciare agevolmente su Aden se non fosse stato loro ordinato da re Faisal di fermarsi al confine.

## Conseguenze
Conclusi i combattimenti, il governo saudita iniziò un vasto programma di costruzione di basi militari nella regione di confine con lo Yemen del Sud, schierando ulteriori forze a Sharurah nelle vicinanze di al-Wadiah. Le tensioni militari e diplomatiche tra Riad e Aden continuarono, in particolare dopo la stipula dell'accordo di Tripoli del 1972 che prefigurava una possibile futura riunificazione tra la Repubblica Popolare dello Yemen Meridionale e la Repubblica Araba dello Yemen (Yemen del Nord), progetto avversato dai sauditi. Nel marzo 1973 i sauditi affermarono che l'abitato di al-Wadiah era stato bombardato da due caccia sudyemeniti, accusa respinta come falsa del governo di Aden che accusò invece i sauditi di cercare un pretesto per lanciare un intervento militare contro lo Yemen del Sud; i rapporti tra le due nazioni migliorarono leggermente nel novembre 1977, per poi tornare rapidamente a peggiorare al punto che i rispettivi ambasciatori furono richiamati in patria. Vi furono ulteriori rapporti circa scontri armati tra sauditi e sudyemeniti nel gennaio 1978 nel corso dei quali alcuni caccia sauditi sarebbero stati abbattuti, una circostanza poi smentita dl governo di Riad; altre scaramucce minori si verificarono poi nel febbraio 1987.
La disputa circa il tracciato del confine tra l'Arabia Saudita e lo Yemen fu risolta definitivamente solo con il trattato di Gedda del 12 giugno 2000, trattato che confermò ufficialmente il possesso saudita di al-Wadiah